# Pokémon Let’s Go Pikachu! и Let’s Go Eevee!
Pokémon: Let's Go, Pikachu! и Let's Go, Eevee! (яп. ポケットモンスター Let's Go! ピカチュウ・Let's Go! イーブイ покэтто монсута: летс гоу Пикатю:・летс гоу И:би, «Покемон: Let's GO Пикачу и Let's GO Иви») — японские ролевые игры, разработанные Game Freak и изданные The Pokémon Company и Nintendo на консоль Nintendo Switch. Являются вольными ремейками Pokémon Yellow, но с привнесением в игровой процесс некоторых игровых механик Pokémon Go (с возможностью интеграции с ней) и поддержкой нового контроллера Poké Ball Plus. Игра была выпущена одновременно во всём мире 16 ноября 2018 года, 23 ноября 2018 года в продажу поступила консоль Nintendo Switch с эксклюзивным покемоновским оформлением.

## Игровой процесс

Скриншот со стрима Nintendo Treehouse на Electronic Entertainment Expo 2018 (E3 2018), изображающий игрока, идущего в зарослях высокой травы

Сюжет Pokémon: Let's Go, Pikachu! и Let's Go, Eevee! разворачивается в регионе Канто и включает в себя 151 оригинального покемона и их мегаформы из игр Pokémon X и Pokémon Y и Pokémon Omega Ruby и Alpha Sapphire, а также Алольские формы из Pokémon Sun и Moon. В Let's Go, Pikachu! и Let's Go, Eevee! сохранены общие элементы игрового процесса основной серии (битвы с тренерами, не управляемыми игроками, и Гим-лидерами), однако для поимки диких покемонов нужно будет бросить в них покебол (механика из Pokémon Go), используя для этого контроллеры Joy-Con (с помощью движения броска или нажатия кнопки и прицеливания, если контроллер присоединён к консоли) или Poké Ball Plus.
Управление позволяет использовать игроку только один Joy-Con, поэтому Let's Go Pikachu и Let's Go Eevee поддерживают многопользовательскую игру на одном экране. Для начала игры второй Joy-Con нужно встряхнуть. Второй игрок сможет помогать первому в битвах (тогда против одного покемона противника выходят двое) и ловле диких покемонов, позволяя совершить два броска покебола, что увеличит шанс поимки.
В зависимости от версии в начале игры главный герой получит либо Пикачу, либо Иви, который будет сидеть у него на плече во время путешествий по региону Канто, что впервые появилось в Pokémon Yellow. Он будет вилять хвостом, когда игрок пройдёт рядом со скрытым предметом, или подавать ему их сам. Компаньона можно одевать и причёсывать. Игрок может выбрать и второго покемона-компаньона, как в Pokémon HeartGold и SoulSilver, и даже ездить на крупных, как в Pokémon X и Pokémon Y или Pokémon Sun и Moon. В отличие от предыдущих частей в новых играх дикие покемоны видимы игроку (в предыдущих частях они нападали на игрока в случайном порядке при ходьбе в высокой траве или пещерах), и он сам решает, подходить к ним или нет. На боевом экране после этого появится покемон, кнопка для подкормки его усмиряющими ягодами и пиктограмма покебола (как в Pokémon Go). Дикие покемоны, которых игрок может поймать сам, в каждой из версий разные (например, Оддиша, Сэндшрю и Гроулита можно поймать только в версии с Пикачу, а Беллспраута, Валпикса и Мяута — с Иви).
Как и во всех основных частях, в Let's Go Pikachu и Let's Go Eevee сохранилось явление эволюции покемонов, однако Пикачу или Иви, полученный в начале сюжета, эволюционировать не сможет. При желании игрок сможет поймать покемона того же вида, что и стартовый, и эволюционировать его. Разведение покемонов и скрытые машины для изучения навыков были исключены.
Очки опыта, как и во всех основных частях, начиная с Pokémon X и Pokémon Y, можно получить не только в битвах, но и при ловле диких покемонов, однако в Let's Go Pikachu и Let's Go Eevee число полученных очков зависит от точности и времени движений при броске покебол. В играх появятся так называемые «конфеты», позволяющие повысить характеристики покемонов (очки здоровья, атаки, защиты, особой атаки, особой защиты и скорости). Их можно получить, пересылая пойманных покемонов профессору Оуку через внутриигровое хранилище. Система боевых очков (БО; combat power, CP) из Pokémon Go перешла и в Pokémon Let's Go Pikachu и Let's Go Eevee.
Игроки могут меняться покемонами и сражаться при локальном или глобальном подключении к Сети. Система взаимодействия при этом упрощена по сравнению с предыдущими играми серии. Например, из Pokémon Let's Go Pikachu и Let's Go Eevee исчезли Global Trade System, Wonder Trade и Battle Spot-will. Для связи по глобальной сети генерируется код из трёх покемонов, который обоим игрокам нужно ввести на своей консоли, после чего они получат возможность меняться покемонами или сражаться друг с другом. Это требует наличия подписки Nintendo Switch Online. В игру можно переносить покемонов первого поколения и их Алольские формы из Pokémon Go. После этого они появятся в Go Park, внутриигровой локации, по которой игрок может ходить в поисках покемона для ловли, при этом покемонов с высокими БО сложнее поймать (увеличивается риск неудачи при броске покебола). Между играми можно будет переносить и некие «подарки». Интеграция с Pokémon Go необязательна. 25 сентября 2018 года разработчики объявили о том, что в играх появится мистический покемон стального типа Мелтан, а 10 октября 2018 года — что его невозможно поймать, не перенеся до этого в Pokémon Let's Go Pikachu и Let's Go Eevee какого-либо покемона из Pokémon Go.
18 октября 2018 года разработчики объявили о Мастер-Тренерах. Это неигровые персонажи, которые появятся в игре после победы над всеми членами Элитной Четвёрки и будут сражаться один на один на определённых покемонах, при этом использование предметов запрещено. После победы над каждым Мастер-Тренером игрок получает титул Мастер-Тренера вида покемона, которым владел противник.
Специально для Pokémon Let's Go Pikachu и Let's Go Eevee был разработан контроллер Poké Ball Plus, совместимый и с Pokémon Go. Его использование при этом необязательно. Контроллер имеет форму покебола, кнопка на котором переработана в аналоговый стик, на красной половине шара находится крупная кнопка, не выступающая за пределы сферы. Poké Ball Plus способен отслеживать движения, вибрировать (используется функция HD Rumble), светиться разными цветами и издавать звуки покемонов. Игрок может нажать на аналоговый стик для поимки покемона вместо совершения броска. 12 июня 2018 года на презентации Nintendo Direct, прошедшей во время E3 2018, разработчики рассказали, что при покупке в Poké Ball Plus будет находиться покемон Мью, которого можно перенести в игру.

## Разработка
О Pokémon Let's Go Pikachu и Let's Go Eevee было объявлено 30 мая 2018 года на пресс-конференции в Японии. Игры нацелены преимущественное на молодое поколение игроков или людей, не знакомых с франшизой. Руководитель разработки игр Дзюнъити Масуда тогда упомянул, что работа над ними ведётся на протяжении двух лет, и подчеркнул, что считает новые игры ремейками Pokémon Yellow, обосновав свой выбор тем, что Yellow больше нравится юным игрокам, так как больше похожа на аниме «Покемон».
Хотя Pokémon Let's Go Pikachu и Let's Go Eevee и являются первыми играми основной линейки для Nintendo Switch, они не связаны с новой игрой для этой консоли, о разработке которой объявили на E3 2017 13 июня 2017 года во время презентации Nintendo Direct (её выход был намечен на конец 2019 года).
Масуда отметил, что выбрал Иви вторым компаньоном из-за его популярности у игроков и большого количества фан-арта с ним. Ранее вторым компаньоном планировали сделать Псидака, но от этой идеи отказались, так как его цветовая гамма схожа с Пикачу.

## Издание
Старт международных продаж состоялся 16 ноября 2018 года. Было объявлено о комплектах игры, включающих в себя Poké Ball Plus, а также о комплектах, в которые входят консоль Nintendo Switch с новым дизайном (золотой и коричневый Joy-Con, силуэты покемонов на задней стороне консоли и наклейки с Пикачу и Иви на док-станции), Poké Ball Plus и одна из двух игр (Pokémon Let's Go Pikachu или Let's Go Eevee).

## Отзывы
| Сводный рейтинг    | Сводный рейтинг                       |
| Агрегатор          | Оценка                                |
| ------------------ | ------------------------------------- |
| GameRankings       | - 77,41 % (Pikachu) - 79,20 % (Eevee) |
| Metacritic         | 81/100                                |
| Иноязычные издания |                                       |
| Издание            | Оценка                                |
| EGM                | 8,5/10                                |
| Eurogamer          | 8/10                                  |
| GamePro            | 85/100                                |
| GameSpot           | 8/10                                  |
| GamesRadar+        | [ 36 ]                                |
| IGN                | 8,3/10                                |
| Nintendo Life      | [ 38 ]                                |
| The Telegraph      | [ 39 ]                                |

Игра получила от критиков в основном положительные отзывы.